# Андреев, Николай Родионович
Никола́й Родио́нович Андре́ев (7 августа 1921, д. Куроплешево, Петроградская губерния — 5 апреля 2000, Москва) — советский военачальник, танкист-ас, участник Великой Отечественной войны, Герой Советского Союза, генерал-лейтенант.

## Ранние годы
Родился 7 августа 1921 года в деревне Куроплешево в крестьянской семье. Отец — Андреев Родион Андреевич (1891 года рождения). Мать — Андреева Прасковья Фёдоровна (1891 года рождения). Русский. Член ВКП(б)/КПСС с 1942 года. После окончания семилетки (неполная средняя школа) в 1935 году поступил в Ленинградский дорожно-механический техникум и в 1939 году окончил его, получив специальность техника по строительству автодорог и мостов. По комсомольской путёвке был направлен в Амурскую область, где работал техником машинно-дорожного отряда. Через год, в 1940 году, призван в Красную Армию. В апреле 1941 года направлен во Львов в состав формирующегося 64-го танкового полка 32-й танковой дивизии 4-го механизированного корпуса, который вооружался новой (на тот момент времени) техникой — танками Т-34-76.

## В годы Великой Отечественной войны
В действующей армии в период Великой Отечественной войны с первого дня войны. Участвовал в боях на Юго-Западном и Сталинградском фронтах.
В течение четырёх дней боёв в декабре 1941 года в районе населённых пунктов Панское, Покровское, Петрищено и Морозовка Курской области экипаж танка Н. К. Андреева уничтожил до роты пехоты противника, раздавил 6 орудий, подбил один средний танк, один БТР, две автомашины, а также захватил несколько тысяч снарядов. За эти эпизоды был награждён орденом Красной Звезды (13 февраля 1942).
Отличился 24—25 марта 1942 года в районе села Рубежное (Волчанский район Харьковской области) и в села Двуречье (ныне посёлок Двуречная), где танковым взводом под его командованием было уничтожено 7 танков и до взвода автоматчиков.

Сражение за Абганерово. Август 1942 года.

5 августа 1942 года севернее Абганерово 48-й танковый корпус 4-й танковой армии противника силою до 70 танков, до полка мотопехоты и нескольких дивизионов тяжёлой самоходной и противотанковой артиллерии вклинился в расположение 6-й гвардейской танковой бригады 64-й армии Сталинградского фронта и вышел на железную дорогу в районе разъезда «74-й километр» Сталинградской области. Здесь же находилась «сибирская» 126-я стрелковая дивизия. «Фактически 6-я гв. танковая бригада оказалась у Абганерово тем роялем в кустах, которого так недоставало при отражении первых ударов немцев на других направлениях. Атаковавшего 5 августа станцию Абганерово противника встретил огонь танков с подготовленных позиций… Встретив ожесточённое сопротивление на подступах к станции Абганерово и испытывая нехватку горючего, 48-й танковый корпус перешёл к обороне».
6 августа 1942 года 1-му танковому батальону была поставлена задача атаковать противника и выбить его с занятого им рубежа. Во время атаки Андреев на своем танке первым ворвался в разъезд и столкнулся с колонной немецких танков из 20 машин. Командир танкового взвода 1-го танкового батальона Н. Р. Андреев, командиры машин младший лейтенант П. П. Чихунов и старший сержант В. А. Деменьтьев на большой скорости направили свои Т-34 на врага и вступили в бой. Н. Р. Андреев развернул свой танк вдоль колонны и расстреливал её в упор из пушки. В этом бою экипаж Андреева уничтожил 5 танков, подбил 2 танка и уничтожил 2 орудия. Один танк был уничтожен тараном. Машина Н. Р. Андреева также получила повреждения, которые были устранены силами экипажа.
Указом Президиума Верховного Совета СССР «О присвоении звания Героя Советского Союза начальствующему и рядовому составу Красной Армии» от 5 ноября 1942 года за «образцовое выполнение боевых заданий командования на фронте борьбы с немецкими захватчиками и проявленные при этом отвагу и геройство» удостоен звания Героя Советского Союза.
Всего на боевом счету Андреева 27 уничтоженных танков (один из них — тараном), несколько десятков орудий, большое количество вооружения и живой силы противника. Четырежды его машина горела, дважды был ранен и один раз контужен.

## Послевоенные годы
В 1945 году окончил Военную академию бронетанковых и механизированных войск. В 1945—1946 годах служил старшим помощником по тактической подготовке начальника 1-й части штаба 8-й учебной танковой бригады. В 1947—1954 годах служил в отделе боевой и оперативной подготовки управления бронетанковых и механизированных войск Уральского военного округа. С 1968 года проходил службу в Главном управлении кадров Министерства обороны СССР. В отставку генерал-лейтенант Н. Р. Андреев вышел в 1988 году.
Был женат. Супруга — Андреева Тамара Александровна (1924 года рождения). В 1947 году у Николая Родионовича родился сын — Андреев Александр Николаевич, а в 1949 году — дочь (Сергеева Татьяна Николаевна).
Умер 5 апреля 2000 года.

## Награды
- Герой Советского Союза (5 ноября 1942, медаль «Золотая Звезда» № 904)[8];
- орден Ленина (5 ноября 1942)[8];
- орден Октябрьской Революции (21 февраля 1978);
- орден Отечественной войны I степени (11 марта 1985);
- орден Трудового Красного Знамени (21 февраля 1974);
- три ордена Красной Звезды (7 декабря 1941[9], 13 февраля 1942[10], 30 декабря 1956);
- орден «За службу Родине в Вооруженных Силах СССР» III степени (19 февраля 1986);
- медаль «За боевые заслуги» (15 ноября 1950);
- медаль «За оборону Сталинграда» (8 марта 1944)[11];
- медаль «За победу над Германией в Великой Отечественной войне 1941—1945 гг.» (5 октября 1945)[12];
- медаль «За укрепление боевого содружества» (СССР) (1980);
- медаль «Ветеран Вооружённых Сил СССР» (1984)
- и др. медали

## Воинские звания
- красноармеец (17.09.1940)
- старший сержант (12.1941)
- младший лейтенант (17.03.1942)
- лейтенант (13.08.1942)
- старший лейтенант (6.05.1943)
- капитан (9.03.1945)
- майор (14.03.1949)
- подполковник (12.04.1952)
- полковник (29.06.1957)
- генерал-майор (19.02.1968)
- генерал-лейтенант (15.12.1972)

## Сочинения
- Андреев Н. Р. В час испытаний (Слово к молодежи Героя Советского Союза полк. Н. Р. Андреева) / Лит. запись В. И. Арсюхина. — Свердловск: Сред.-Урал. кн. изд-во, 1965. — 38 с. — (Рассказы о традициях).
- Андреев Н. Р. В общем боевом строю (Боевой путь 6-й гвардейской Сивашской Краснознамённой танковой бригады). — М., 1977. — 137 с.
- Андреев Н. Р. Горячая броня. — М., 1980-е. — 298 с.
- Андреев Н. Р. Журнал-рукопись «Освобождение городов». — 1989.

## Память
- Похоронен в Москве на Троекуровском кладбище
- В Республике Крым в 2019 году именем Н. Р. Андреева названа «Гимназия» города Бахчисарай[13].